# International Harvester L-Series
Серия International L была представлена компанией International Harvester осенью 1949 года в качестве замены серии KB и была доступна во всем, от легких пикапов и транспортных средств доставки до полноразмерных тягачей с прицепами. Электрические дворники, радио и часы были необязательными. International продолжала производить эту линию до 1952 года, когда она была заменена серией R.